# Periode 3-grundstof
Et periode 3-grundstof er et grundstof, der i det periodiske system er placeret i tredje række (periode) fra oven. Fælles for disse grundstoffer er, at atomerne har netop tre elektronskaller.
Periode 3 omfatter otte grundstoffer med atomnumre, 11-18, nemlig natrium, magnesium, aluminium, silicium, fosfor, svovl, klor og argon.
| Kemi | Spire Denne artikel om kemi er en spire som bør udbygges. Du er velkommen til at hjælpe Wikipedia ved at udvide den. |